# いつか好きだと言って
『いつか好きだと言って』（いつかすきだといって）は、TBS系列で1993年1月5日 - 3月23日に放送された日本のテレビドラマ。主演は本木雅弘。

## 概要
当時、一部上場したばかりだった玩具メーカーのタカラ（現 タカラトミー）が番組協力したドラマである。
放送後、映像ソフト化はされていない。2024年12月よりU-NEXTで全話一挙配信がスタート。

## ストーリー
日本有数のおもちゃメーカー「キッズワールド」を舞台に、主人公の佐伯流星が恋・仕事・駅伝に体当たりして成長していく姿を描く。

## キャスト
佐伯流星（25)‐本木雅弘
本作の主人公。静香の弟で耕作の元義弟。昭和42年8月22日生まれ。熊本県出身。高校を中退しており物語開始時はフリーターをしていた。耕作に夢を聞かれた際、おもちゃを作りたいと言ったことから耕作の口利きで、「キッズワールド」配送部アルバイトとして勤務を開始。その後、会社で陸上長距離経験者であれば中途採用可能というポスターを見かけ、経歴を詐称し「キッズワールド」の見習い社員として入社。木田の差し金により営業部配属となる。その後、駅伝大会で活躍したため正社員として採用され、アメリカへ転勤となる。
永井美鈴-鈴木京香
「キッズワールド」の社長秘書で社長の孫娘。木田と交際するも破綻。その後、流星と交際を開始する。最終回では会社の休暇を取り両親のいるシドニーへしばらく行くことにする。
中沢岬-つみきみほ
耕作の妹で流星の幼馴染。「キッズワールド」商品開発部勤務。流星に片思いしており、告白したこともある。東京の美大に通うために上京したという経歴を持つ。
木田智彦-鶴見辰吾
「キッズワールド」営業部勤務。流星を営業部に誘う。冷酷な性格で流星をバカにする。美鈴と交際するも破綻。破綻後、岬と遊びで交際する。プロジェクトに失敗し10億円の損害を会社に出してしまい失踪するも、流星によって立ち直り会社復帰。
霧島達夫-勝俣州和
「キッズワールド」商品開発部勤務。学生時代陸上部であったため、「キッズワールド」駅伝部にも所属。駅伝大会で聖子にプロポーズし、婚約。
本橋聖子-大塚寧々
「キッズワールド」商品開発部所属。霧島と交際している。流星のことをよく持ち上げている。
林孝之-六平直政
「キッズワールド」商品開発部課長。
田所修平-田口浩正
「キッズワールド」配送部正社員。流星と友人になる。ダイエットの為に「キッズワールド」駅伝部に所属。物語中盤で木田のことを殴ってしまい「キッズワールド」を退職。実家に帰り酒屋の配達の仕事をし、マラソンも続けていたが、駅伝部員の人数が足りなくなったこと、本人の作ったクマの人形を商品化するために耕作が「キッズワールド」に呼び戻し、商品開発部配属となる。
石井隆介-高知東急
「キッズワールド」営業部勤務。木田の部下。学生時代陸上をしていたため「キッズワールド」駅伝部に所属。
野中道彦-若林謙（一雫ライオン）
「キッズワールド」商品開発部勤務。学生時代ラグビーをしていたため、「キッズワールド」駅伝部に所属。
佐伯静香-松原千明
流星の姉で耕作の元妻。車屋のデザインルーム勤務。一人娘きららがいる。物語中盤で倒れ入院。その後膵臓がんのため死去。
中沢耕作-竹中直人
岬の兄で静香の元夫。「キッズワールド」商品開発部主任。元義弟の流星と仲が良く就職の口利きなどをする。
柚木源史郎-西村晃
「キッズワールド」社長。自称・日本のウォルトディズニー。

## テーマ曲
- オープニングテーマ「いつか きっと」渡辺美里
- エンディングテーマ「いつか好きだと言って」高橋則子

## スタッフ
- 脚本：石原武龍
- 音楽：冨田恵一
- プロデュース：森川真行、伊藤寿浩、内野建(TBS)
- 監督：中山史郎、森一弘、飯塚正彦
- 技術協力：バスク、ウェルアップ、ブル
- 照明協力：サンライズアート
- 美術協力：フジアール
- スタジオ：東京メディアシティ
- 演出協力：ザ・ワークス
- 製作：ホリプロ、TBS

## 放送日程
| 各話      | 放送日程      | サブタイトル           | 監督     |
| --------- | ------------- | ---------------------- | -------- |
| step1     | 1993年1月5日  | はじめの一歩           | 中山史郎 |
| step2     | 1993年1月12日 | あした輝く             | 中山史郎 |
| step3     | 1993年1月19日 | 嘘は駅伝の始まり       | 森一弘   |
| step4     | 1993年1月26日 | 裏切りの落とし前       | 森一弘   |
| step5     | 1993年2月2日  | あいつと寝ただろ       | 中山史郎 |
| step6     | 1993年2月9日  | 逆転愛                 | 飯塚正彦 |
| step7     | 1993年2月16日 | 涙の挫折               | 飯塚正彦 |
| step8     | 1993年2月23日 | さよなら               | 森一弘   |
| step9     | 1993年3月2日  | 秘密の夜               | 森一弘   |
| step10    | 1993年3月9日  | 恋の天敵               | 中山史郎 |
| step11    | 1993年3月16日 | 駅伝開幕               | 森一弘   |
| Last step | 1993年3月23日 | 涙のゴール＆愛のゆくえ | 森一弘   |